# Renzo Massarani
Renzo Massarani, (Màntua, Itàlia, 26 de març de 1898 - Rio de Janeiro, Brasil, 28 de març de 1975) fou un compositor i crític musical italo-brasiler.
Va estudiar amb Respighi a l'"Accademia di Santa Cecilia" de Roma (diploma de 1921) i va ser director de música del teatre de titelles de Vittorio Podrecca II, el "Teatro dei Piccoli" i com a crític musical. Va abandonar Itàlia feixista i es va establir a Rio de Janeiro el 1935, convertint-se en ciutadà naturalitzat brasiler el 1945; Va ser actiu com a crític musical. A causa de la prohibició de les seves obres durant la dictadura de Mussolini, els estralls de la Segona Guerra Mundial, i la seva pròpia destrucció de moltes partitures, gran part de la seva producció no és extingida. La seva música sobrevivent revela un compositor de considerable talent.
A Roma va debutar amb la seva obra Bianco e nero (1923), Noi due (1923), Le nozze di Tachiu (1927) i Gibetto e Gherminella (1929). També fou crític musical de <<L'Impero>> i, quan es traslladà a Brasil, col·laborà a <<O jornal do Brazil>>, de Rio de Janeiro. Així mateix va escriure Sinfonietta, Introducción, tema y variaciones, per a orquestra (1933), i la música de L'Annonce faite a Marie, de Paul Claudel (1941).